# Bacanora (licor)

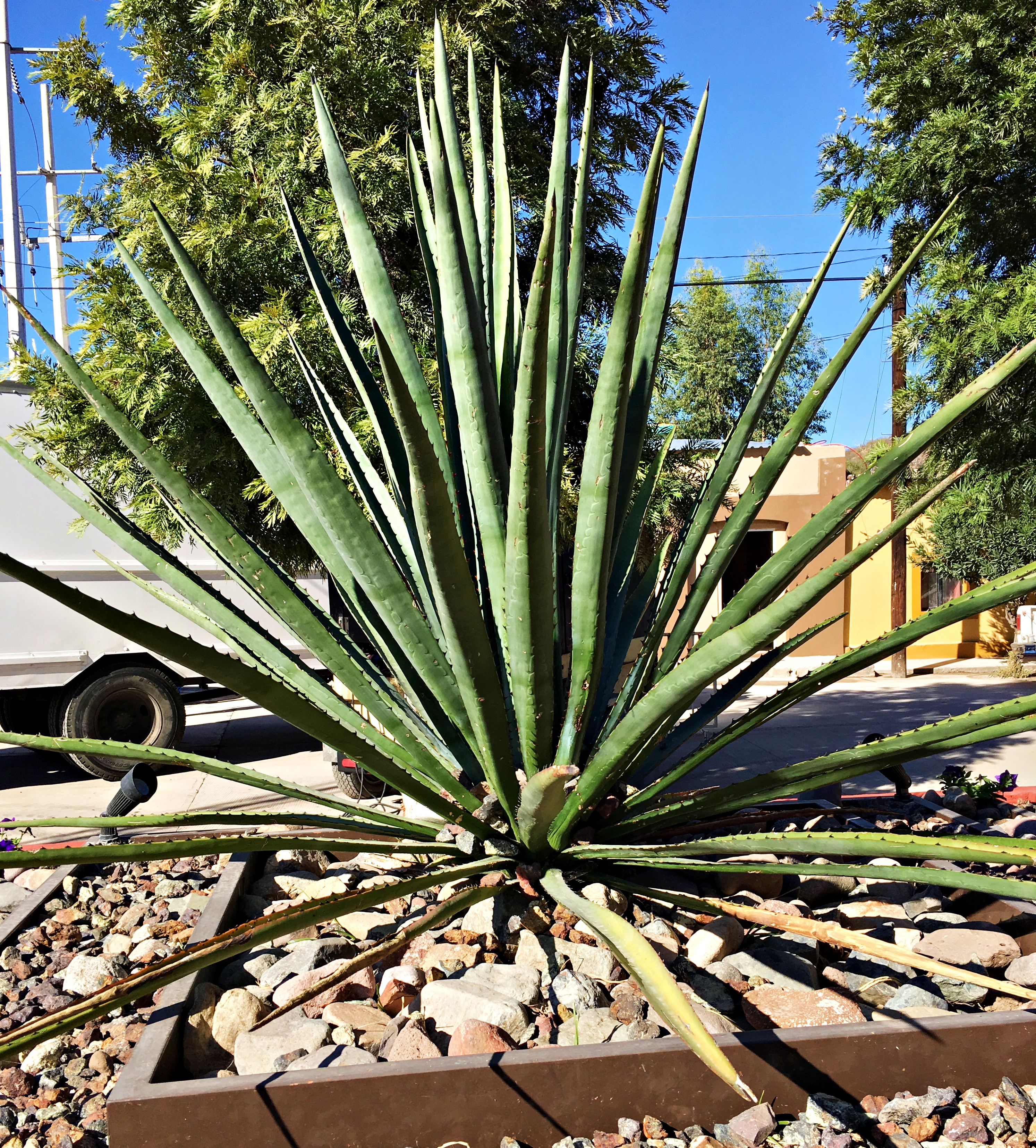
Agave vivípara

El Bacanora es un destilado originario del estado de Sonora, México. Se elabora a partir del cocimiento, fermentación y destilación de agave, al igual que el tequila, mezcal y la raicilla; estas cuatro bebidas alcohólicas están protegidas por denominaciones de origen. Esta bebida se obtiene del agave tipo Angustifolia Haw o popularmente también denominado como agave espadín o yaquiana (Agave vivipara). Generalmente es una bebida incolora y de alta graduación alcohólica, variando entre 38% y 40% el volumen de alcohol.
Fue considerado “ilegal” por un periodo de 77 años. No gozaba del permiso ni del apoyo del gobierno estatal o nacional para su producción, hasta que en 1992 se emitieron una serie de normas para poder desarrollar la industria nuevamente. 
Para el año 2000 obtuvo la distinción de Denominación de Origen en 35 municipios de la zona serrana de Sonora, convirtiéndose en el único destilado de agave en producirse en un solo estado de México. Actualmente existen en el país cuatro destilados de agave con Denominación de Origen: el tequila (en Jalisco, Guanajuato, Nayarit, Michoacán y Tamaulipas), el mezcal (en Oaxaca, Durango, Guanajuato, Guerrero, Michoacán, Morelos, Puebla, San Luis Potosí y Zacatecas), el bacanora (en Sonora) y la raicilla (en Jalisco y Nayarit). El sotol, otro de los destilados tradicionales de México, no aparece en esta lista, ya que no se produce a partir de plantas de la familia del agave.
La palabra Bacanora proviene de la lengua indígena ópata, originalmente Bacanoraco y se interpreta como: "Ladera de carrizos", proviene de las raíces lingüísticas Baca que significa "carrizo" y Noraco que significa "laderas". Ya que esta etnia originaria de la sierra baja y semi alta de Sonora, elaboraba una bebida fermentada a base de Agave tatemado y agua; para sus rituales y festividades más importantes.

## Historia
Todo parece indicar que los pueblos que habitaban las zonas donde crece el maguey tenían la costumbre de emplearlo como base para realizar bebidas fermentadas y solo sería con la llegada de los españoles cuando se comenzarían a producir destilados mediante el empleo de alambiques. De hecho, se sabe que los religiosos que vivían en Sonora en el siglo XVIII acostumbraban elaborar algún tipo de mezcal, ya fuera para su propio consumo o para vender. Durante los tres siglos de existencia de la Nueva España, las autoridades virreinales oscilaron entre permitir la elaboración de mezcales y aguardientes, dado que significaban un ingreso seguro de dineros para las siempre necesitadas arcas de la Real Hacienda, y prohibirla, con el fin de beneficiar a los productores radicados en la península ibérica. Sin embargo, pese a cualquier prohibición, la gente se las arreglaba para montar sus alambiques —lo que no era en absoluto complicado—, conseguir una planta a la cual extraerle un jugo rico en azúcares, fermentarlo y, posteriormente, destilarlo.
La primera mención relativa al bacanora procede, sin embargo, de la década de 1880. Un viajero francés cuenta que, tras haberse encontrado con un grupo de mexicanos, intercambiaron tragos de coñac y de un mezcal llamado bacanora, tras lo cual cada uno siguió con su camino. El destilado del Agave angustifolia, entonces, existía. Quizá tenía ya nombre propio desde mucho tiempo atrás. Después de todo, desde 1850, en medio de las convulsiones políticas que asolaban al país, el gobierno del estado había permitido la libre instalación de alambiques y la producción de mezcales, siempre y cuando se pagaran los impuestos correspondientes. Veinte años después, recuperada la tranquilidad, el sector se hallaba en pleno auge. Sin embargo, es muy probable que la condición de Sonora como territorio periférico no hubiera permitido que el nombre del bacanora se conociera fuera de sus fronteras; la bebida misma, ni pensarlo.
Al finalizar el siglo XIX, en Sonora se producían más de un millón trescientos mil litros de mezcal, en cuya elaboración participaban alrededor de mil personas. ¿De cuál tipo de mezcal se trataba? No es posible saberlo, aunque puede inferirse que buena parte de éste era bacanora. Es muy probable que la producción de bacanora hubiera ido en aumento constante durante los decenios siguientes, de no haberse atravesado un acontecimiento que trastornó completamente los esquemas productivos del estado y, en general, del país: la lucha revolucionaria. Sonora, en particular, se convirtió en escenario de violentos combates, sobre todo durante la lucha de los constitucionalistas contra el régimen de Victoriano Huerta (1913-1914) y a lo largo de la llamada lucha de facciones (1914-1915), durante la cual los antiguos aliados pelearon entre sí para hacerse con el poder y estar, así, en posibilidad de instaurar un modelo de gobierno acorde con sus ideas e intereses. 
Para que los campos se llenaran de soldados, la leva tuvo necesariamente que multiplicarse y, sumada a la enorme cantidad de personas enroladas en las fuerzas de uno o de otro bando en calidad de voluntarios, determinó una disminución en el número de gente dedicada a la realización de labores productivas, cuyo efecto se sintió en todos los rubros de la economía. Por si fuera poco, el 8 de agosto de 1915, el gobernador constitucionalista de Sonora, Plutarco Elías Calles, expidió una ley por la que prohibía en el estado “la importación, venta y fabricación de bebidas embriagantes”, e imponía penas de cinco años para los transgresores y de tres para sus cómplices. El argumento principal del gobernador —y futuro presidente de la República— era el mismo que había sido utilizado, con similares fines, al menos desde el siglo XVII: la embriaguez fomenta el crimen. El gobierno, al combatir la embriaguez, no solo trabajaba en pro de la seguridad pública, sino también cumplía con uno de sus deberes irrenunciables: la moralización de la población a su cargo.
La llamada Ley Seca no acabó con la producción de mezcales en Sonora; sin embargo, la llevó a las sombras, a la clandestinidad, a operar por medio de tretas y subterfugios, como la corrupción. Los guardianes de la ley —llamados en conjunto la Acordada, en recuerdo de quienes patrullaban los caminos en la época virreinal y aplicaban la justicia del modo más expedito posible— destruyeron “vinatas” —es decir, destilerías—, se internaron en la sierra y persiguieron a aquellos que mantenían tratos con los yaquis, a quienes les vendían alcohol a cambio de poder operar con tranquilidad.
La ley promulgada por Calles fue derogada en 1919. A pesar de ello, sus efectos sobre la producción de bacanora fueron de largo alcance: los productores se aislaron en la sierra y se dedicaron a destilar la bebida sin hacer caso de ningún tipo de reglamento sanitario o mercantil. Vivían y operaban casi en la total clandestinidad, desde la que construyeron distintos circuitos mercantiles en la sierra de Sonora, a través de los cuales consiguieron posicionar el bacanora como la bebida tradicional del estado. Prueba de ello fue el reconocimiento obtenido en 1963, al designarlo como bebida regional en el Reglamento Sanitario de Bebidas Alcohólicas —con respecto del que, vale decirlo, la mayoría de los productores operaban al margen—, esta medida fue complementada con la emisión de una serie de normas relacionadas con su producción y comercialización en 1992, considerado por muchos como el permiso expreso del gobierno para elaborar y comercializar bacanora.
El cambio mostrado en las autoridades con respecto a la producción, la distribución e, incluso, frente al consumo del bacanora, llevaron a que se pensara en proteger la bebida mediante algo más que la simple tradición. Por ello, en mayo de 1999, la Secretaría de Desarrollo Económico y Productividad de Sonora presentó la solicitud de declaración de la denominación de origen al bacanora. La medida no solo trataba de dar formalidad a los procesos productivos de la bebida sino también, como beneficio colateral, buscaba mejorar el nivel de vida de quienes residían en los municipios productores de bacanora, caracterizados a lo largo de los decenios por sus altos niveles de pobreza que, en algunos casos, alcanzaban casi a ochenta por ciento de la población. 
En octubre del año 2000, el Instituto Mexicano de la Propiedad Industrial acordó emitir la declaración de protección a la denominación de origen “Bacanora”, circunscrita a treinta y cinco municipios del este y el sur del estado de Sonora, y se publicó un mes después en el Diario Oficial de la Federación. Las condiciones de producción del bacanora hicieron que el proceso de construcción de una norma oficial para su regulación demorara algún tiempo. 
En 2004, el gobierno del estado creó el Fondo para el Desarrollo de Proyectos Productivos del Bacanora, a través del cual se consiguió que, en 2005, la Secretaría de Economía, a través de la Dirección General de Normas, estuviera en posibilidad de emitir el proyecto correspondiente a la Norma Oficial NOM-168-SCFI-2004, en donde se trataban de aplicar para el bacanora las mismas definiciones y categorías empleadas para otras bebidas producidas en el territorio nacional, junto con la determinación de los niveles mínimos y máximos de alcohol permitidos para la bebida, en este caso, treinta y ocho, y cincuenta y cinco grados, respectivamente. Asimismo, como medida para mantener cierto control de calidad, se determinó que el producto solo podría ser comercializado a granel dentro de la zona protegida por la denominación de origen e, invariablemente, al salir de ella tendría que hacerlo embotellado.
Este punto sería cuestionado por los importadores estadounidenses de la bebida, a quienes les parecía excesivo y, posiblemente, contrario al espíritu del Tratado de Libre Comercio de América del Norte. Las autoridades, sin embargo, se mantuvieron firmes en su propósito, alegando que el envasado de origen no afecta las prácticas comerciales y, por el contrario, beneficia al consumidor, al asegurarle que el producto no ha sido adulterado. Sorteado el obstáculo, la Norma Oficial Mexicana NOM-168-SCFI-2004, “Bebidas alcohólicas. Bacanora. Especificaciones de elaboración, envasado y etiquetado”, se emitió en noviembre de 2005 y se publicó en el Diario Oficial de la Federación el 14 de diciembre de 2005.
Cuatro meses después, en marzo de 2006, el gobierno de Sonora emitió un decreto por el que se creaba el Consejo Sonorense Promotor de la Regulación del Bacanora —que aún no está certificado conforme a la Ley Federal de Normalización y Metrología—, con el encargo de tareas de gestión relacionadas con la obtención de apoyos para el establecimiento de viveros o el equipamiento de plantas procesadoras, así como la formación de agrupaciones de productores, además de las tareas normales de promoción de la bebida y vigilancia de la calidad del producto.

### Cronología
Siglo XVI:   
Usos del maguey por las tribus indígenas sonorenses.
Siglo XIX:   
Desarrollo minero y mayor demanda de la bebida.
1915:   
General Elías Calles prohibió la elaboración y comercialización del Bacanora.
	Destrucción de vinatas y encarcelamiento o muerte de productores.
1963:   
Se designó como bebida regional en el Reglamento Sanitario de Bebidas Alcohólicas.
1992:   
Modificación de la Ley de Alcoholes. El Bacanora puede ser producido y comercializado sin restricciones legales.
1994:   
El Instituto Mexicano de la Propiedad Industrial, publica la Declaratoria General de Protección de la Denominación de origen “Bacanora”.
2005:   
NORMA Oficial Mexicana NOM-168-SCFI-2004. Bebidas alcohólicas-Bacanora-Especificaciones de elaboración, envasado y etiquetado. 
2006:   
Consejo Sonorense Promotor de la Regulación del Bacanora. Boletín Oficial 30 de marzo de 2006.

## Proceso de elaboración
En las pequeñas vinatas de la sierra, el bacanora se produce de manera artesanal. El equipo incluye un horno, una fosa de fermentación y un grupo de botes metálicos, cada uno con capacidad para doscientos litros —por lo general, se emplean para almacenar agua o transportar productos químicos—, uno de los cuales se adapta para que permita la condensación del alcohol. Precisamente, lo que distingue el bacanora de otros mezcales es el procedimiento seguido en la segunda destilación del líquido, conocido habitualmente como rectificación, pero en Sonora se denomina “resaque”. Durante el resaque, el encargado de supervisar la elaboración del bacanora —llamado vinatero en Sonora, equivalente al maestro mezcalero—, colecta en un recipiente el primer destilado que sale del alambique: son las cabezas, de muy alta graduación alcohólica. En cuanto observa que, en el líquido que fluye, se forma un grupo de pequeñas burbujas superficiales que tardan en romperse —las llamadas perlitas—, cambia el recipiente. Este es el bacanora, con entre veinte y treinta grados de pureza alcohólica. Por último, cuando percibe que las burbujas desaparecen con rapidez, cambia de nuevo el recipiente, porque lo último que se obtiene de la destilación —las llamadas colas—, se compone casi en su totalidad de agua. El último paso es probar el bacanora y mezclarlo con las cabezas para ajustar su contenido alcohólico. O, como dicen los vinateros, para “componerlo”. Será con el paladar como, en última instancia, se defina el sabor y la graduación del bacanora que, por lo general, se ubica entre cuarenta y cincuenta grados.
El proceso de elaboración del bacanora sigue reglas particulares, similares a las del tequila y el mezcal.
- Jimado: una vez que las plantas de agave llegan a maduración luego de varios años de crecimiento, se procede a recolectarlo removiendo las pencas puntiagudas con un instrumento cortante manual (coa), hasta dejar el núcleo de la planta, el cual es llamado piña o cabeza de maguey.

- Cocimiento: las cabezas de maguey recién recolectadas se disponen dentro de un hoyo que se excava en el suelo. Tal pozo se utiliza para hornear las cabezas, que se dejan dentro durante 48 horas aproximadamente, para al final retirarlas con un gancho especial. El fin de este proceso es convertir por medio de hidrólisis los fructanos en azúcares digeribles para la levadura en el proceso de fermentación.

- Molienda: las cabezas de maguey horneadas son cortadas enseguida en fragmentos e introducidas en un molino. De acuerdo al tamaño de la piña es cortada en menor o mayor número de trozos para facilitar la extracción del jugo o zumo.

- Fermentación: la pulpa de maguey molido se dispone en barricas o toneles con agua, las cuales se cubren enseguida de la intemperie y se dejan fermentar entre 4 a 5 días.

- Destilación: la pulpa fermentada se pone en un tambo, en el cual mediante la aplicación de calor lleva los alcoholes a ebullición y se les vaporiza. Tales vapores son enseguida enviados a un serpentín de enfriamiento para que se condensen. El resultado de la primera destilación tiene un alto contenido de metanol, por lo que se lleva a una segunda destilación, donde la concentración de metanol baja a niveles en que la bebida es segura y el producto resultante es el bacanora.

## Denominación de origen
El 6 de noviembre del 2000, el gobierno mexicano concede la denominación de origen Bacanora, estableciendo, como región geográfica los siguientes municipios del estado de Sonora: Bacanora, Sahuaripa, Arivechi, Soyopa, San Javier, Cumpas, Moctezuma, San Pedro de la Cueva, Tepache, Divisaderos, Granados y Huásabas, Villa Hidalgo, Bacadehuachi, Nácori Chico, Huachinera, Villa Pesqueira, Aconchi, San Felipe de Jesús, Huépac y Banámichi, Rayón, Baviácora, Opodepe, Arizpe, Rosario, Quiriego, Suaqui Grande, Onavas, Yécora, Álamos, San Miguel de Horcasitas, Ures, Mazatán y La Colorada.
Ese mismo año, a nivel internacional, el gobierno mexicano registró la denominación de origen ante la Organización Mundial de la Propiedad Intelectual, conforme al Sistema de Lisboa, respecto a la misma región geográfica.